# Świętokrzyska metróállomás
A Świętokrzyska egy metróállomás Varsóban a varsói M1-es metró és M2-es metró vonalán.

## Szomszédos állomások
A metróállomáshoz az alábbi állomások vannak a legközelebb:
- Ratusz Arsenał (Młociny, M1-es metróvonal)
- Centrum (Kabaty, M1-es metróvonal)

## Képgaléria

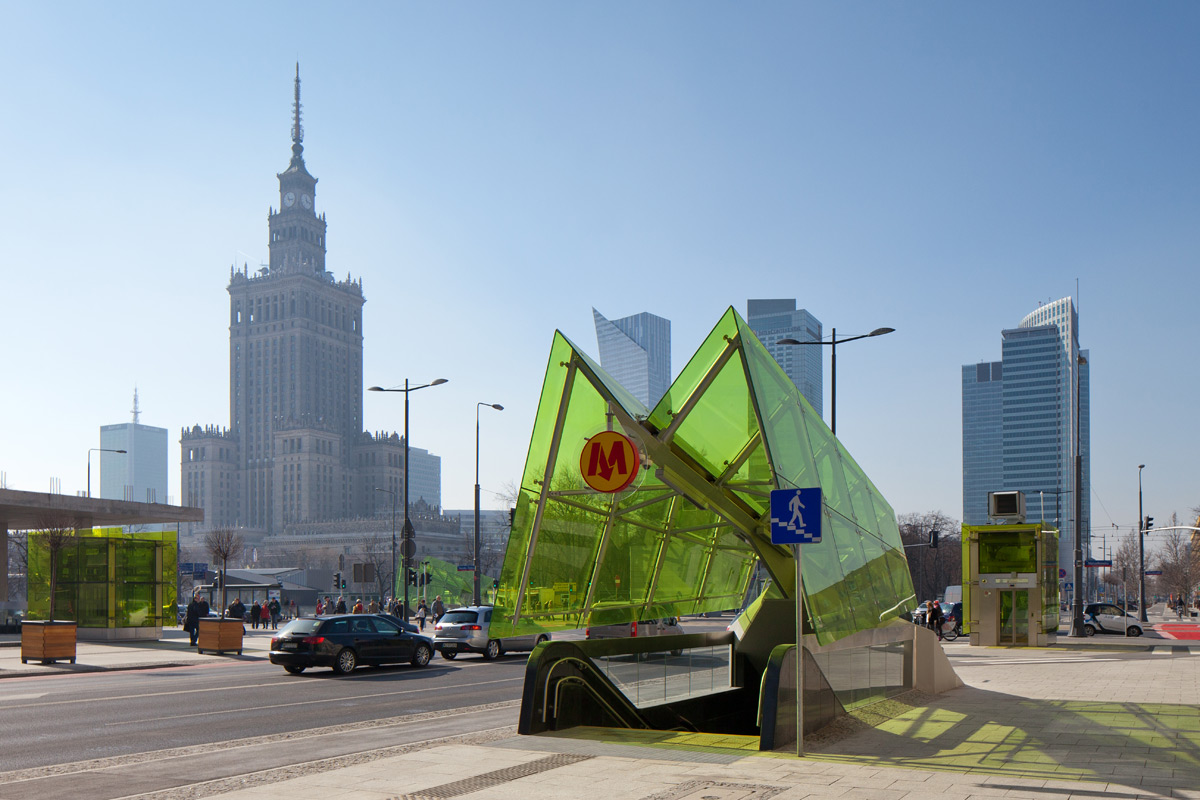
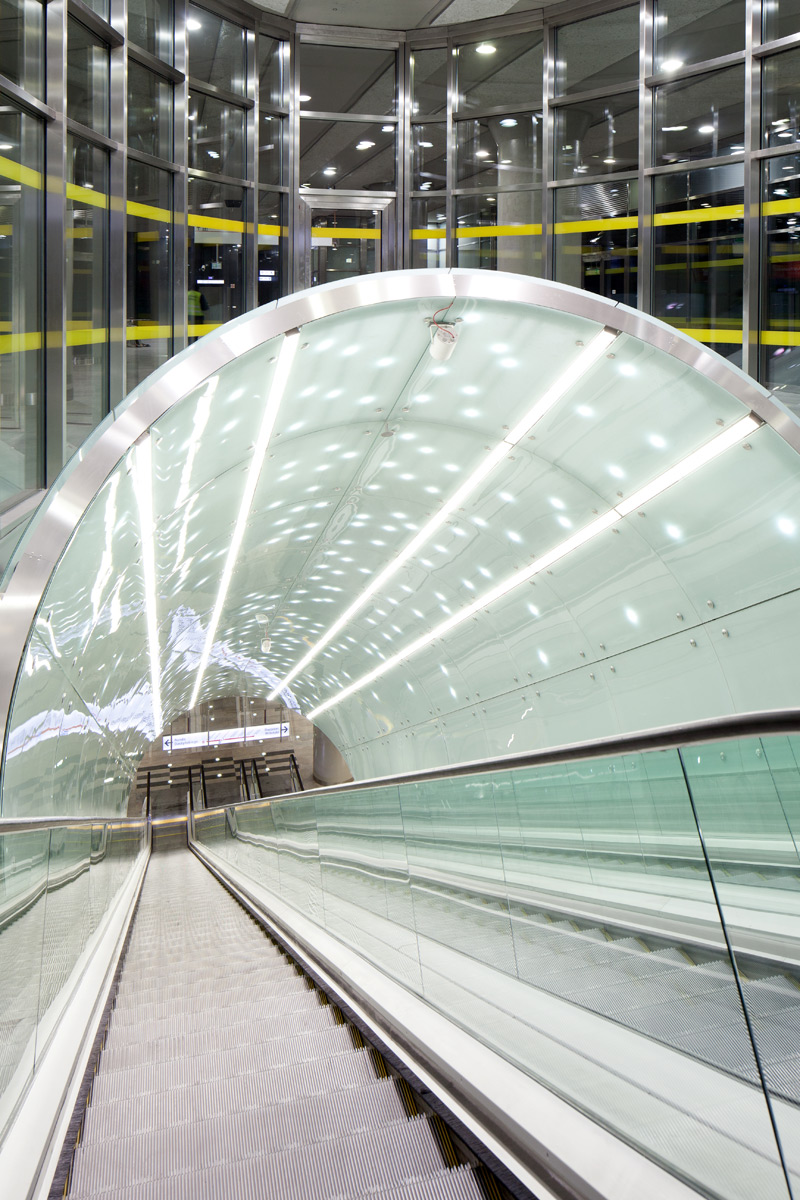
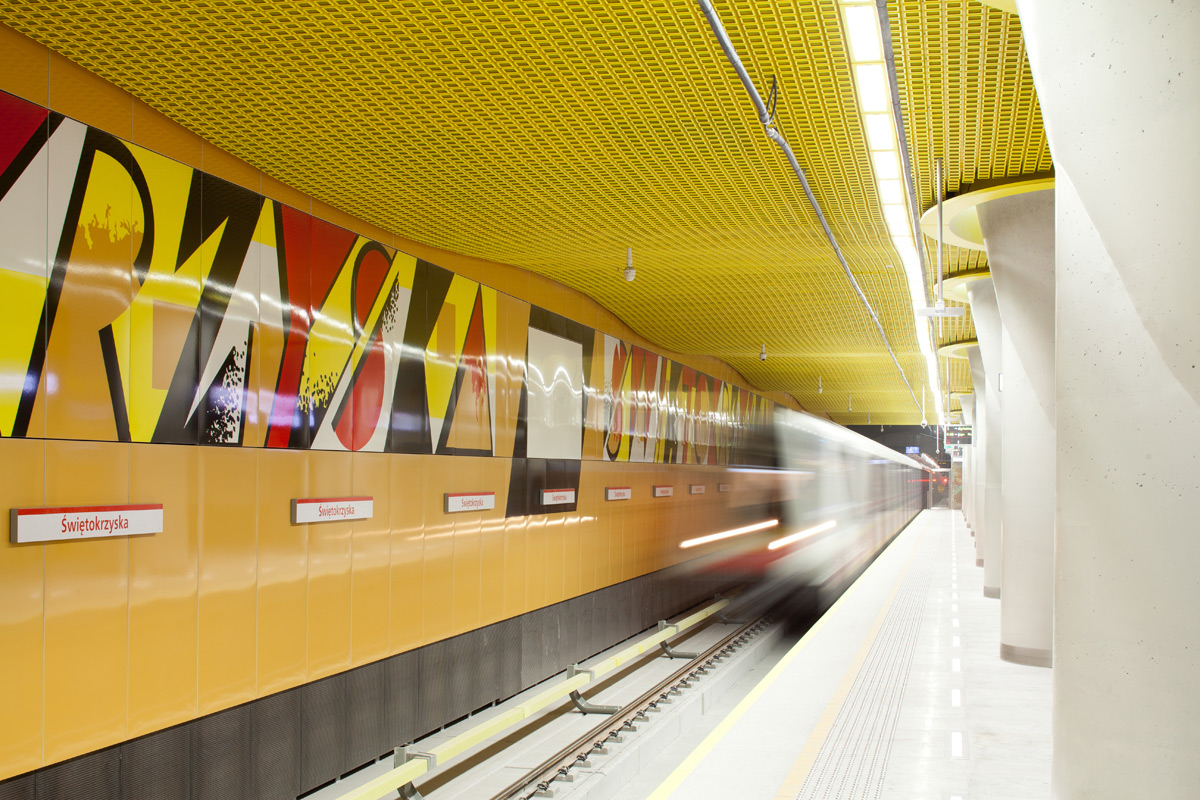

## Átszállási kapcsolatok
| M1 (Młociny ↔ Kabaty)                      |                                            |                              |
| M2 (Rondo Daszyńskiego ↔ Dworzec Wileński) |                                            |                              |
| Állomás                                    | Átszállási kapcsolatok                     | Fontosabb létesítmények      |
| Świętokrzyska                              | 128, 171, 175, 178, 518, 520 4, 15, 18, 35 | Kultúra és Tudomány Palotája |